# 136
| [ Edytuj tabelę ] |                                                 |
| Cesarz Chin       | - 125 Han Shundi 144                            |
| Władca Korei      | - 53 T’aejodae 146                              |
| Papież            | - 125 Telesfor 136 - 136 Hygin 140              |
| Król Partów       | - 105 Wologazes III 147 - 129 Mitrydates IV 140 |
| Cesarz Rzymu      | - 117 Hadrian 138                               |

Rok 136 / CXXXVI
stulecia: I wiek ~
II wiek ~
III wiek

lata: 126 «
131 «
132 «
133 «
134 «
135 «
136
» 137
» 138
» 139
» 140
» 141
» 146

## Urodzili się
- Lokakszema, pierwszy tłumacz sutr mahajany w Chinach.

## Zmarli
- Eleuteriusz, biskup Bizancjum.
- Vibia Sabina, cesarzowa rzymska.